# Estádio Clenilsão
O Estádio Francisco Clenilson dos Santos, mais conhecido simplesmente como Clenilsão, é um estádio de futebol, situado no município de Horizonte, Ceará.
O estádio pertencente a Prefeitura Municipal de Horizonte, recebe os jogos do time local, o Horizonte Futebol Clube, que atualmente disputa a primeira divisão do Campeonato Cearense de Futebol.
Em 2007, o Quixadá Futebol Clube mandou seus jogos da primeira divisão do campeonato cearense no Clenilsão. Para isso, a Prefeitura Municipal reformou o estádio, construindo novos lances de arquibancadas e ampliando a capacidade do estádio para 3.000 torcedores .
Na entrada do Clenilsão, hoje se encontra uma maquete do futuro estádio municipal de Horizonte, com inauguração prevista para março de 2008 e que deverá ter a capacidade de 10.000 pessoas.

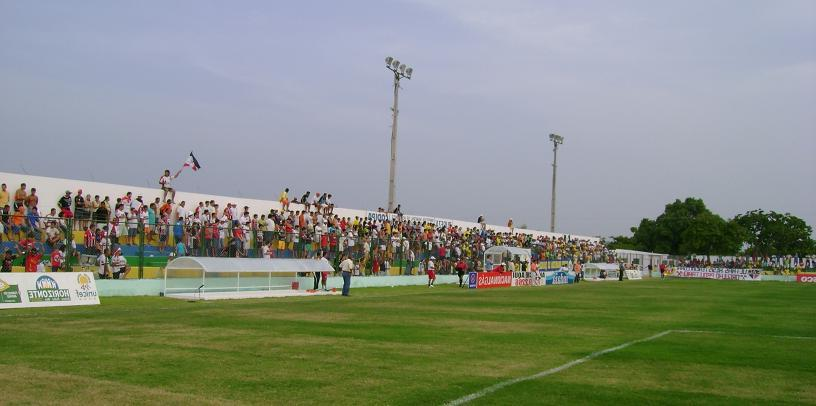
Estádio Clenilsão, durante o jogo Quixadá x Ferroviário, em 14/01/2007.